# Yasuyo Yamasaki
Oberst Yasuyo Yamasaki (ofte fejlstavet som Yamazaki) (山崎保代) (17. oktober 1891 – 29. maj 1943) ledede de japanske styrker på Attu under Slaget om Aleuterne.
Yamasaki var en professionel hærofficer, og han blev forfremmet til oberst i marts 1940. Senere samme år, overtog han kommandoen over det 130. infanteriregiment.
I februar 1943, blev Yamasaki chef for den 2. distriktstyrke i Nordhavets forsvarsstyrke, i hvilken egenskab tog han til Aleuterne. Han ankom til Attu i april 1943 med ubåd. Hans opgave var at holde øen uden hjælp udefra.
De 2.650 forsvarere under Yamasaki, ville ikke imødegå en landgang ved kysten, men foretrak at forskanse sig i de højtliggende områder langt væk fra kysten. Slaget gav nogle af de blodigste kampe i Stillehavskrigen, svarende til slagene om Iwo Jima og Okinawa.
Den 29. maj, angreb de sidste af de japanske styrker pludselig nær Massakre Bay i et af de største banzaiangreb i Stillehavskrigen. Angrebet blev ledet af Yamasaki selv, der blev dræbt senere på dagen, med sit sværd i hånden, mens han angreb Engineer Hill. Hans angreb trængte de amerikanske linjer langt nok tilbage til at japanerne kunne angribe chokerede amerikanske støtteenheder i bagområderne. Under rasende, brutale og ofte mand mod mand kampe blev de japanske styrker dræbt næsten til sidste mand; kun 28 fanger blev taget, ingen af dem officerer. Amerikanske begravelseshold talte 2.351 japanske døde, men der var formodninger om, at flere hundrede var blevet begravet under bombardementer i løbet af slaget.

## Eksterne links
- (japansk) 山崎保代 Arkiveret 23. april 2009 hos  Wayback Machine at imperialarmy.hp.infoseek.co.jp

| Militære embeder           | Militære embeder                                                                           | Militære embeder                  |
| -------------------------- | ------------------------------------------------------------------------------------------ | --------------------------------- |
| Efterfulgte: Kakuji Kakuta | Administrator for det besatte Aleuterne og øverstbefalende for Nordsøensgarrison 1943—1943 | Efterfulgtes af: Kiichiro Higuchi |